# Georg Korth
 (mars 2023).
Pour les articles homonymes, voir Korth.
Georg Wilhelm Korth, né le 20 août 1896 à Cassel et mort le 18 janvier 1985 à Munich, était un diplomate allemand.

## Biographie
Georg Korth a étudié l'économie et a rejoint le service extérieur du Reich allemand en 1926. Il a été employé dans les représentations allemandes à Anvers et Johannesbourg.
le 1er Octobre 1934 Dr. Georg Korth du NSDAP (numéro de membre 2 870 737). A Johannesburg, il a eu un tel effet sur l'émigrant allemand Helmut Breiding qu'il a pu être arrêté par la police secrète de l'Etat. En 1943 Korth s'a converti en Consul de Première Classe et Chef du Consulado Général à Saint-Sébastien.
Korth a travaillé à la Bank deutscher Länder jusqu'en 1952. Il a ensuite été accepté dans le service extérieur de la République fédérale d'Allemagne. En 1953, Korth est affecté à l'ambassade de San Salvador et à la légation de Panama. En août 1954, une branche de la légation de San Salvador est établie à Managua et Georg Korth est accrédité comme chargé d'affaires dans le gouvernement d'Anastasio Somoza García. le 1er Le 27 mars 1955, Korth est nommé chargé d'affaires permanent et le 27 Juin 1956 à Managua a ouvert sa propre légation. En 1955, Korth est également accrédité comme envoyé de la République fédérale d'Allemagne à San José.
En 1958, Ahmed Sékou Touré déclare que son peuple préfère la pauvreté de la liberté à la richesse de l'esclavage. Le gouvernement fédéral allemand a été parmi les premiers gouvernements à établir des relations diplomatiques avec le gouvernement guinéen. L'affectation de Georg Korth à Conakry en juillet 1959 est coordonnée avec le gouvernement français. Dans le cadre de la Doctrine Hallstein, une de ses instructions était de connaître le contenu du protocole de la mission commerciale de la RDA à Conakry,.

## Éditions
- La cave d'État dans le Rheingau. Wurtzbourg 1923